# Quaternary (EP)
Quaternary es un EP de la banda de heavy metal Mötley Crüe, lanzado en 1994.
El EP, que inicialmente iba a ser titulado Leftovers, se puso a disposición como un correo electrónico en la oferta para los compradores del álbum homónimo de Mötley Crüe en una cantidad limitada de 20 000 ejemplares. El EP cuenta con una canción de cada miembro de la banda ("Planet Boom" - Tommy Lee, "Bittersuite" - Mick Mars, "Father" - Nikki Sixx, y "Friends" - John Corabi), junto con la canción "Babykills" que se lleva a cabo por toda la banda.
Este lanzamiento ha ido fuera de impresión. Las canciones 1-3 y 7 fueron reeditadas en el álbum recopilatorio Supersonic and Demonic Relics en 1999, las canciones 1-2 fueron ofrecidas en la recopilación Red, White & Crüe del año 2005, y todas las pistas estaban disponibles en el box set Music to Crash Your Car to: Vol. 2 del año 2004.
"Planet Boom" fue lanzado más adelante en la banda sonora de la película Barb Wire de Pamela Anderson, ya que en ese tiempo era esposa de Tommy Lee, aunque la canción fue acreditada a Tommy Lee solamente, y el título fue cambiado a "Welcome to Planet Boom". Un video también fue lanzado para la canción casi al mismo tiempo como el lanzamiento de la película.

## Lista de canciones

### Original
1. "Planet Boom" (Tommy Lee) – 3:49 - Producido por Lee & Rock
2. "Bittersuite" (Mick Mars) – 3:17 - Producido por Mars & Rock
3. "Father" (Nikki Sixx) – 3:58  - Producido por Sixx & Rock
4. "Friends" (John Corabi) – 2:28 - Producido por Corabi & Rock
5. "Babykills" (Corabi, Lee, Mars, Sixx) – 5:23 - Producido por Rock

### Pistas adicionales
1. "10.000 Miles Away" (Corabi, Lee, Mars, Sixx)(Japan Pressing Only Bonus Track)
2. "Hooligan's Holiday" (Holiday Versión Extendida) (Corabi, Lee, Mars, Sixx)
3. "Hammered" (Demo) (Corabi, Lee, Mars, Sixx)
4. "Livin' in the No" (Demo) (Corabi, Lee, Mars, Sixx)(Únicamente Bonus Track en Versión Japonesa)

## Créditos
- John Corabi - Voz
- Mick Mars - Guitarra
- Nikki Sixx - Bajo
- Tommy Lee - Batería